# مارک پترسون (بازیکن فوتبال، زاده ۱۹۶۸)
مارک پترسون (انگلیسی: Mark Patterson؛ زادهٔ ۱۳ سپتامبر ۱۹۶۸) بازیکن فوتبال اهل بریتانیا است.
از باشگاه‌هایی که در آن بازی کرده‌است می‌توان به باشگاه فوتبال دربی کانتی، باشگاه فوتبال کارلایل یونایتد، باشگاه فوتبال پلیموث آرگیل، و باشگاه فوتبال گیلینگام اشاره کرد.